# Thiotricha
Thiotricha is een geslacht van vlinders van de familie tastermotten (Gelechiidae).

## Soorten
- T. acrantha Meyrick, 1908
- T. acronipha Turner, 1919
- T. amphixysta Meyrick, 1929
- T. anarpastis Meyrick, 1927
- T. angelica Bradley, 1961
- T. animosella (Walker, 1864)
- T. anticentra Meyrick, 1904
- T. argyrea Turner, 1919
- T. arthrodes Meyrick, 1904
- T. atractodes Meyrick, 1922
- T. aucupatrix Meyrick, 1929
- T. balanopa Meyrick, 1918
- T. bullata Meyrick, 1904
- T. centritis Meyrick, 1908
- T. cleodorella (Zeller, 1877)
- T. clepsidoxa Meyrick, 1929
- T. clidias Meyrick, 1908
- T. clinopeda Meyrick, 1918
- T. coleella (Constant, 1885)
- T. complicata Meyrick, 1918
- T. crypsichlora Meyrick, 1927
- T. cuneiformis Meyrick, 1918
- T. characias Meyrick, 1908
- T. chinochrysa Diakonoff, 1954
- T. chrysantha Meyrick, 1908
- T. chrysopa Meyrick, 1904
- T. delacma Meyrick, 1923
- T. dissobola Meyrick, 1935
- T. embolarcha Meyrick, 1929
- T. epiclista Meyrick, 1908
- T. eremita Bradley, 1961
- T. flagellatrix Meyrick, 1929
- T. fridaella Legrand, 1958
- T. galactaea Meyrick, 1908
- T. galenaea Meyrick, 1908
- T. gemmulans Meyrick, 1931
- T. glenias Meyrick, 1908
- T. godmani (Walsingham, 1891)
- T. grammitis Meyrick, 1908
- T. hamulata Meyrick, 1921
- T. hemiphaea Turner, 1919
- T. hexanesa Meyrick, 1929
- T. hoplomacha Meyrick, 1908
- T. janitrix Meyrick, 1912
- T. laterestriata (Walsingham, 1897)
- T. leucothona Meyrick, 1904
- T. lindsayi Philpott, 1927
- Thiotricha lumnitzeriella Kyaw, Ueda, & Hirowatari in Kyaw et al., 2021
- T. majorella (Rebel, 1910)
- T. margarodes Meyrick, 1904
- T. melanaema Bradley, 1961

- T. microrrhoda Meyrick, 1935
- T. nephelodesma Meyrick, 1926
- T. nephodesma Meyrick, 1918
- T. niphastis Meyrick, 1904
- T. obvoluta Meyrick, 1918
- Thiotricha obliquata (Matsumura, 1931)
- T. oleariae Hudson, 1928
- T. operaria Meyrick, 1918
- T. orthiastis Meyrick, 1905
- T. oxygramma Meyrick, 1918
- T. oxyopis Meyrick, 1927
- T. oxytheces Meyrick, 1904
- T. pancratiastis Meyrick, 1921
- T. panglycera Turner, 1919
- T. paraconta Meyrick, 1904
- T. parthenica Meyrick, 1904
- T. polyaula Meyrick, 1918
- T. pontifera Meyrick, 1932
- T. prosoestea Turner, 1919
- Thiotricha prunifolivora Ueda & Fujiwara, 2005
- T. pteropis Meyrick, 1908
- T. pyrphora Meyrick, 1918
- T. rabida Meyrick, 1929
- T. rhodomicta Meyrick, 1918
- T. rhodopa Meyrick, 1908
- T. saulotis Meyrick, 1906
- T. scioplecta Meyrick, 1918
- T. sciurella (Walsingham, 1897)
- T. scotaea Meyrick, 1908
- T. strophiacma Meyrick, 1927
- T. subocellea

Kustoogje (Stephens, 1834)
- T. symphoracma Meyrick, 1927
- T. synacma Meyrick, 1918
- T. syncentritis Meyrick, 1935
- T. synodonta Meyrick, 1936
- T. tenuis (Walsingham, 1891)
- T. termanthes Meyrick, 1929
- T. tethela Bradley, 1961
- T. tetraphala Meyrick, 1886
- T. thorybodes Meyrick, 1886
- T. trapezoidella (Caradja, 1920)
- T. trichoma (Caradja, 1920)
- T. tylephora Meyrick, 1935
- T. wollastoni (Walsingham, 1884)
- T. xanthaspis Meyrick, 1918
- T. xanthodora Meyrick, 1921